# Gran Premi d'Hongria del 2008
La cursa del Gran Premi d'Hongria de Fórmula 1 ha estat l'onzena cursa de la temporada 2008 i s'ha disputat al Circuit d'Hungaroring, prop de Budapest, el 3 d'agost del 2008.

## Qualificació per la graella
| Pos | No | Pilot                | Constructor           | Part 1   | Part 2   | Part 3   | Pos. final |
| --- | -- | -------------------- | --------------------- | -------- | -------- | -------- | ---------- |
| 1   | 22 | Lewis Hamilton       | McLaren - Mercedes    | 1:19.376 | 1:19.473 | 1:20.899 | 1          |
| 2   | 23 | Heikki Kovalainen    | McLaren - Mercedes    | 1:19.945 | 1:19.480 | 1:21.140 | 2          |
| 3   | 2  | Felipe Massa         | Ferrari               | 1:19.578 | 1:19.068 | 1:21.191 | 3          |
| 4   | 4  | Robert Kubica        | BMW Sauber            | 1:20.053 | 1:19.776 | 1:21.281 | 4          |
| 5   | 12 | Timo Glock           | Toyota                | 1:19.980 | 1:19.246 | 1:21.326 | 5          |
| 6   | 1  | Kimi Räikkönen       | Ferrari               | 1:20.006 | 1:19.546 | 1:21.516 | 6          |
| 7   | 5  | Fernando Alonso      | Renault               | 1:20.229 | 1:19.816 | 1:21.698 | 7          |
| 8   | 10 | Mark Webber          | Red Bull - Renault    | 1:20.073 | 1:20.046 | 1:21.732 | 8          |
| 9   | 11 | Jarno Trulli         | Toyota                | 1:19.942 | 1:19.486 | 1:21.767 | 9          |
| 10  | 6  | Nelson Piquet Jr.    | Renault               | 1:20.583 | 1:20.131 | 1:22.371 | 10         |
| 11  | 15 | Sebastian Vettel     | Toro Rosso - Ferrari  | 1:20.157 | 1:20.144 |          | 11         |
| 12  | 16 | Jenson Button        | Honda                 | 1:20.888 | 1:20.332 |          | 12         |
| 13  | 9  | David Coulthard      | Red Bull - Renault    | 1:20.505 | 1:20.502 |          | 13         |
| 14  | 14 | Sébastien Bourdais   | Toro Rosso - Ferrari  | 1:20.640 | 1:20.963 |          | 19¹        |
| 15  | 7  | Nico Rosberg         | Williams - Toyota     | 1:20.748 | no time  |          | 14         |
| 16  | 3  | Nick Heidfeld        | BMW Sauber            | 1:21.045 |          |          | 15         |
| 17  | 8  | Kazuki Nakajima      | Williams - Toyota     | 1:21.085 |          |          | 16         |
| 18  | 17 | Rubens Barrichello   | Honda                 | 1:21.332 |          |          | 17         |
| 19  | 21 | Giancarlo Fisichella | Force India - Ferrari | 1:21.670 |          |          | 18         |
| 20  | 20 | Adrian Sutil         | Force India - Ferrari | 1:22.113 |          |          | 20         |

## Cursa
| Pos | No | Pilot                | Constructor           | Voltes | Temps / Retirada | Graella | Punts |
| --- | -- | -------------------- | --------------------- | ------ | ---------------- | ------- | ----- |
| 1   | 23 | Heikki Kovalainen    | McLaren - Mercedes    | 70     | 1: 37: 27. 067   | 2       | 10    |
| 2   | 12 | Timo Glock           | Toyota                | 70     | + 11.061 s       | 5       | 8     |
| 3   | 1  | Kimi Räikkönen       | Ferrari               | 70     | + 16.856 s       | 6       | 6     |
| 4   | 5  | Fernando Alonso      | Renault               | 70     | + 21.614 s       | 7       | 5     |
| 5   | 22 | Lewis Hamilton       | McLaren - Mercedes    | 70     | + 23.048 s       | 1       | 4     |
| 6   | 6  | Nelson Piquet Jr.    | Renault               | 70     | + 32.298 s       | 10      | 3     |
| 7   | 11 | Jarno Trulli         | Toyota                | 70     | + 36.449 s       | 9       | 2     |
| 8   | 4  | Robert Kubica        | BMW Sauber            | 70     | + 48.321 s       | 4       | 1     |
| 9   | 10 | Mark Webber          | Red Bull - Renault    | 70     | + 58.834 s       | 8       |       |
| 10  | 3  | Nick Heidfeld        | BMW Sauber            | 70     | + 1:07.709 min.  | 15      |       |
| 11  | 9  | David Coulthard      | Red Bull - Renault    | 70     | + 1:10.407       | 13      |       |
| 12  | 16 | Jenson Button        | Honda                 | 69     | + 1 Volta        | 12      |       |
| 13  | 8  | Kazuki Nakajima      | Williams - Toyota     | 69     | + 1 Volta        | 16      |       |
| 14  | 7  | Nico Rosberg         | Williams - Toyota     | 69     | + 1 Volta        | 14      |       |
| 15  | 21 | Giancarlo Fisichella | Force India - Ferrari | 69     | + 1 Volta        | 18      |       |
| 16  | 17 | Rubens Barrichello   | Honda                 | 68     | + 2 Voltes       | 17      |       |
| 17  | 2  | Felipe Massa         | Ferrari               | 67     | Motor            | 3       |       |
| 18  | 14 | Sébastien Bourdais   | Toro Rosso - Ferrari  | 67     | + 3 Voltes       | 19      |       |
| Ret | 20 | Adrian Sutil         | Force India - Ferrari | 62     | Frens            | 20      |       |
| Ret | 15 | Sebastian Vettel     | Toro Rosso - Ferrari  | 22     | Sobreescalfament | 11      |       |

## Altres
- Volta ràpida: Kimi Raikkönen 1'21.195 (Volta 61)

- Pole: Lewis Hamilton 1: 20. 899

- És el primer podi per Timo Glock.

- És la primera victòria per Heikki Kovalainen.

| Anterior G.P.: Gran Premi d'Alemanya del 2008 | FIA 2008 Fórmula 1 Campionat mundial | Següent G.P.: Gran Premi d'Europa del 2008  |
| Anterior G.P.: Gran Premi d'Hongria del 2007  | Gran Premi d'Hongria                 | Següent G.P.: Gran Premi d'Hongria del 2009 |